# Juan Carlos Justes
Juan Carlos Justes Abiol (Almudévar, 18 agosto 1962) è un ex calciatore spagnolo, di ruolo centrocampista.

## Palmarès
- Coppa di Spagna: 1

Real Saragozza: 1986